# Chérif Sy
Chérif Moumina Sy (* 17. května 1960 Néma) je burkinafaský politik, novinář a nakladatel mauritánského původu, který v letech 2014 až 2015 působil jako předseda Národního shromáždění Burkiny Faso. Po pokusu o státní převrat v roce 2015 působil krátkodobě jako úřadující prezident země, než byl nahrazen Michelem Kafandou.

## Život
Chérif Sy je synem armádního generála Baby Syho, který se podílel na revoluci v roce 1983, jež vedla k nástupu Thomase Sankary. Po Sankarově smrti v roce 1987 přesídlil Sy mladší do Paříže, kde vedl Výbor na obranu revoluce. Byl silným kritikem prezidenta Blaisea Compaorého, označován je za pravověrného sankaristu.

### Novinářská kariéra
Sy je původním povoláním novinář a redaktor novin Bendre. V březnu 2013 byl znovuzvolen předsedou Společnosti redaktorů soukromého tisku.
Sehrál důležitou roli při lidových protestech, které v roce 2014 vedly ke Compaorého rezignaci. V listopadu 2024 byl dočasným prezidentem zvolen Michel Kafando poté, co jej ze tří kandidátů (vedle Joséphine Ouédraogo a Syho) upřednostnila skupina 23 představitelů pověřených výběrem prezidenta. Sy se následně 27. listopadu stal předsedou Národní přechodné rady Burkiny Faso. Ve volbě porazil svého hlavního vyzyvatele Ibrahima Koného poměrem hlasů 71 ku 14. Ve funkci předložil řadu návrhů, například na zrušení trestu smrti, kvůli popravě investigativního novináře Norberta Zonga. Sy rovněž prosazoval zákon o právu na přístup k informacím. Největší kontroverze vyvolal jím předložený zákon, jímž byla novelizována volební legislativa.

### Převrat 2015
V období od 17. do 23. září 2015 zastával Sy funkci úřadujícího prezidenta během zářijového puče, který vedl Gilbert Diendéré a na něj navázaná Prezidentská bezpečnostní garda (RSP). Úřadující prezident Michel Kafando a premiér Isaac Zida byli v té době drženi jako rukojmí. „Ten puč nebyl překvapením,“ uvedl Sy. „Od začátku přechodného období jsem říkal, že pokud nebude [RSP] rozpuštěna, nasadí své síly jinde a vzniknou problémy.“ Brzy poté zveřejnil prohlášení, v němž uvedl, že mezi vojenským velením a „příslušníky RSP“ odpovědnými za puč probíhá dialog, a upozornil, že zemi hrozí nebezpečí. Sy byl od počátku hlasitým kritikem puče, odsoudil také dohodu navrženou Ekonomickým společenstvím západoafrických států (ECOWAS), jejížmi zprostředkovateli byli senegalský prezident Macky Sall a beninský prezident Yayi Boni, která umožňovala bývalým příznivcům Blaisea Compaorého kandidovat ve volbách a zajišťovala amnestii pachatelům puče.
Jelikož byl Sy během těchto událostí třetím nejvyšším ústavním činitelem v zemi, prohlásil se za prozatímního úřadujícího prezidenta. Spustil kampaň na sociálních sítích, jejímž cílem bylo sesadit vůdce puče. Velká část armády jej v této iniciativě podpořila, neboť Diendérému a Prezidentské gardě nedůvěřovala. Že byla puč chyba, nakonec přiznal také Diendéré. Po stanovení termínu voleb na listopad se Sy rozhodl ve volbách nekandidovat a stáhl se z politického života. Za svou roli při ukončení puče obdržel novinářskou cenu.

### Působení po převratu
15. března 2016 pronesl hlavní projev na konferenci v Akkře v Ghaně s názvem „Podpora profesionální žurnalistiky pro dobré vládnutí v západní Africe“.
Během řádného zasedání Rady ministrů v březnu 2017 byl Sy jmenován vysokým představitelem hlavy státu Rocha Marca Christiana Kaborého. 24. ledna 2019 byl jmenován ministrem zahraničí, ministrem národní obrany a válečných veteránů v první vládě Christopha Josepha Marie Dabirého, kde nahradil Jean-Clauda Boudu.
V důsledku reorganizace vlády provedené 30. června 2021 opustil Sy druhou Dabirého vládu, ministrem obrany se jmenoval sám prezident Kaboré. Delegátem pro výkon instituce ovšem byl pověřen generál Aimé Barthélémy Simporé.